# Агафонов, Алексей Иванович
Алексе́й Ива́нович Агафо́нов (16 марта 1924 — 15 мая 1978) — участник Великой Отечественной войны (командир расчёта противотанкового ружья (ПТР) 7-го гвардейского истребительно-противотанкового дивизиона 7-го гвардейского кавалерийского корпуса 61-й армии Центрального фронта, гвардии красноармеец), Герой Советского Союза (1944), гвардии младший лейтенант.

## Биография
Родился 16 марта 1924 года в селе Боровское, ныне посёлок городского типа в Луганской области Украины, в крестьянской семье. Русский. Окончил 7 классов.
В Красной Армии с октября 1941 года. На фронте с 1942 года.
Командир расчёта ПТР 7-го гвардейского истребительно-противотанкового дивизиона (7-й гвардейский кавалерийский корпус, 61-я армия, Центральный фронт) гвардии красноармеец Алексей Агафонов особо отличился при форсировании реки Днепр в Комаринском ныне Брагинском районе Гомельской области Белоруссии.
26 сентября 1943 года под ураганным вражеским пулемётным огнём во главе вверенного расчёта ПТР гвардии красноармеец Агафонов в числе первых в подразделении переправился на правый берег реки. Незаметно приблизившись к позициям неприятеля, бронебойщик Агафонов забросал вражескую траншею гранатами, завязал рукопашный бой и вынудил гитлеровцев отступить, что дало возможность 7-му гвардейскому истребительно-противотанковому дивизиону преодолеть водный рубеж.
В бою за плацдарм в районе деревни Колыбань гвардии красноармеец Алексей Агафонов уничтожил расчёты двух пулемётов, подбил танк, поджёг машину с боеприпасами противника.
Указом Президиума Верховного Совета СССР «О присвоении звания Героя Советского Союза генералам, офицерскому, сержантскому и рядовому составу Красной Армии» от 15 января 1944 года «за образцовое выполнение боевых заданий командования на фронте борьбы с немецко-фашистскими захватчиками и проявленные при этом мужество и героизм» гвардии красноармейцу Агафонову Алексею Ивановичу присвоено звание Героя Советского Союза с вручением ордена Ленина и медали «Золотая Звезда» (№ 3197).
После войны гвардии младший лейтенант Агафонов А. И. — в запасе. Жил и работал в городе Северодонецке ныне Луганской области Украины на заводе. Скончался 15 мая 1978 года.

## Награды
- Медаль «Золотая Звезда» Героя Советского Союза
- Орден Ленина
- Медали